# Lahcen Abrami
Lahcen Abrami (Casablanca, Marruecos, 31 de diciembre de 1969) es un exfutbolista marroquí.

## Trayectoria
Fue internacional con la selección de fútbol de Marruecos, y disputó la Copa Mundial de Fútbol de 1998 y la modalidad de fútbol en los Juegos Olímpicos de Barcelona 1992. También disputó la Copa Africana de Naciones 1992, 1998 y 2000. Fue campeón de la Liga de Fútbol de Marruecos en 1990, 1991, 1993.